# Scott Spiegel
Scott Spiegel (Birmingham, 24 dicembre 1957) è uno sceneggiatore, regista e produttore cinematografico statunitense.

## Carriera
È conosciuto principalmente per aver lavorato alla sceneggiatura di La casa 2, con l'amico Sam Raimi, suo compagno di studi  insieme all'attore Bruce Campbell.
Spiegel lavorò con Raimi anche nel 1978, recitando il ruolo di Scotty in Within the Woods, opera prima del regista.
All'inizio della sua carriera visse in un appartamento a Los Angeles, in California, insieme al collega Sam Raimi, ai produttori/registi Joel ed Ethan Coen e le attrici Holly Hunter, Frances McDormand e Kathy Bates. Ospitò in casa anche il montatore Bob Murawski.
Nel 1999 dirige l'horror Dal tramonto all'alba 2 - Texas, sangue e denaro, sequel del fortunato film di Robert Rodriguez, uscito direttamente in home video.
Ha fondato la compagnia di produzione "Raw Nerve" al fianco di Eli Roth e Boaz Yakin. La "Raw Nerve" ha prodotto Hostel, diretto da Eli Roth.

## Filmografia

### Sceneggiatore
- La guerra di Striker (Stryker's War), regia di Josh Becker (1985)
- La casa 2 (Evil Dead II), regia di Sam Raimi (1987)
- Terrore senza volto - L'intruso, regia di Scott Spiegel (1989)
- La recluta (The Rookie), regia di Clint Eastwood (1990)
- The Nutt House, regia di Scott Spiegel (1992)
- Dal tramonto all'alba 2 - Texas, sangue e denaro (From Dusk Till Dawn 2: Texas Blood Money), regia di Scott Spiegel (1999)

### Regista
- Terrore senza volto - L'intruso (Intruder) (1989)
- The Nutt House (1992)
- Dal tramonto all'alba 2 - Texas, sangue e denaro (From Dusk Till Dawn 2: Texas Blood Money) (1999)
- Il mio nome è Modesty (My Name Is Modesty: A Modesty Blaise Adventure) (2003)
- Spring Break '83 (2008)
- Hostel: Part III (2011)

### Produttore
- La guerra di Striker (Stryker's War), regia di Josh Becker (1985)
- 2001 Maniacs, regia di Tim Sullivan (2005)
- Hostel, regia di Eli Roth (2005)
- Hostel: Part II, regia di Eli Roth (2007)
- Hostel: Part III, regia di Scott Spiegel (2011)